# Decentrale selectie
De decentrale selectie (ook: decentrale toelating of selectie door instellingen) is een regeling waarmee aankomende studenten een plaats kunnen krijgen in sommige opleidingen van hoger onderwijs in Nederland. De opleidingsinstellingen (hogescholen en universiteiten) zijn sinds 2017 bij wet verplicht om voor numerus fixus-opleidingen 100% van de plaatsen zelf te vergeven, er mag dus niet meer geloot worden.

## Geschiedenis
Het wetsvoorstel dat selectie mogelijk maakte werd ingediend door de Minister van Onderwijs, Cultuur en Wetenschappen; Loek Hermans. Op 26 januari 1999 werd de wijziging in de Wet op het hoger onderwijs en wetenschappelijk onderzoek aangenomen door de Tweede Kamer en op 30 maart van datzelfde jaar in de Eerste Kamer. De wet werd op 3 april 1999 van kracht, maar het eerste cursusjaar waarbij de regeling werd toegepast was 2000-2001. In 2017 is de wet gewijzigd, waardoor loten verboden werd en alle numerus fixus-opleidingen 100% van de studenten moeten selecteren.

## Werking
Voor opleidingen die ofwel een instellingsfixus (voor één bepaalde opleiding aan een bepaalde instelling) of een opleidingsfixus (alle opleidingen in Nederland hebben een beperking) hebben mag de instelling kiezen om een gedeelte van de beschikbare plaatsen aan de instelling zelf te verdelen. Ze mogen zelf kiezen hoeveel plaatsen ze via decentrale selectie verdelen met een maximum van honderd procent. Als een opleiding kiest voor 100% decentraal worden wel de direct geplaatste studenten van het aantal beschikbare plaatsen in mindering gebracht. Voor 2017 mocht een opleiding kiezen voor minder dan 100% decentrale selectie. De direct geplaatste studenten werden dan op het aantal plaatsen beschikbaar voor gewogen loting in mindering gebracht. Dit is nu niet meer mogelijk.
De instelling kan zelf bepalen op welke bijzondere kwalificaties de studenten worden geselecteerd. Voorbeelden zijn: “affiniteit met hulpverlening, bestuurlijke en organisatorische ervaring, brede oriëntatie en uitzonderlijke prestaties” voor geneeskunde aan de Erasmus Universiteit Rotterdam of “uitstekende schriftelijke taalvaardigheid, aantoonbare, positieve ervaring in het werkveld en het is op grond van godsdienstige principes voor de student niet mogelijk om naar een andere hogeschool te gaan” voor journalistiek aan de Christelijke Hogeschool Ede. Verder dienen de gegadigden ook te voldoen aan de normale toelatingseisen voor de studie, zoals een vwo-diploma.
Deze criteria, samen met alle administratieve vereisten moet de instelling op tijd bekendmaken. De gegadigde moet zich eerst inschrijven (inschrijfdata variëren tussen januari en mei) bij DUO. Er mag per jaar maar voor één decentrale selectieprocedure worden ingeschreven.
Vervolgens zal de instelling zelf de selectieprocedure starten met de gegadigde. De instellingen kunnen de gegadigden toetsen door ze schriftelijk aanmeldingsformulieren of motivatiebrieven te laten sturen of door toetsen of gesprekken op de instelling zelf af te nemen. Sommige instellingen gebruiken beide instrumenten. Als de instelling de gegadigde heeft geselecteerd, geeft ze dat door aan de IB-Groep. De IB-Groep stuurt de geselecteerde gegadigde dan een Bewijs van Toelating. Of men nog een keer mee mag doen met de decentrale selectie hangt af van de instelling. Die zijn vrij te bepalen hoe vaak er meegedaan mag worden, maar de meeste instellingen laten mensen één keer meedoen.